# Noailles (Oise)
Noailles é uma comuna francesa na região administrativa de Altos da França, no departamento de Oise. Estende-se por uma área de 10.04 km². Em 2010 a comuna tinha 2 858 habitantes (densidade: 284,7 hab./km²).